# 로버트 에번스 (프로레슬링 선수)

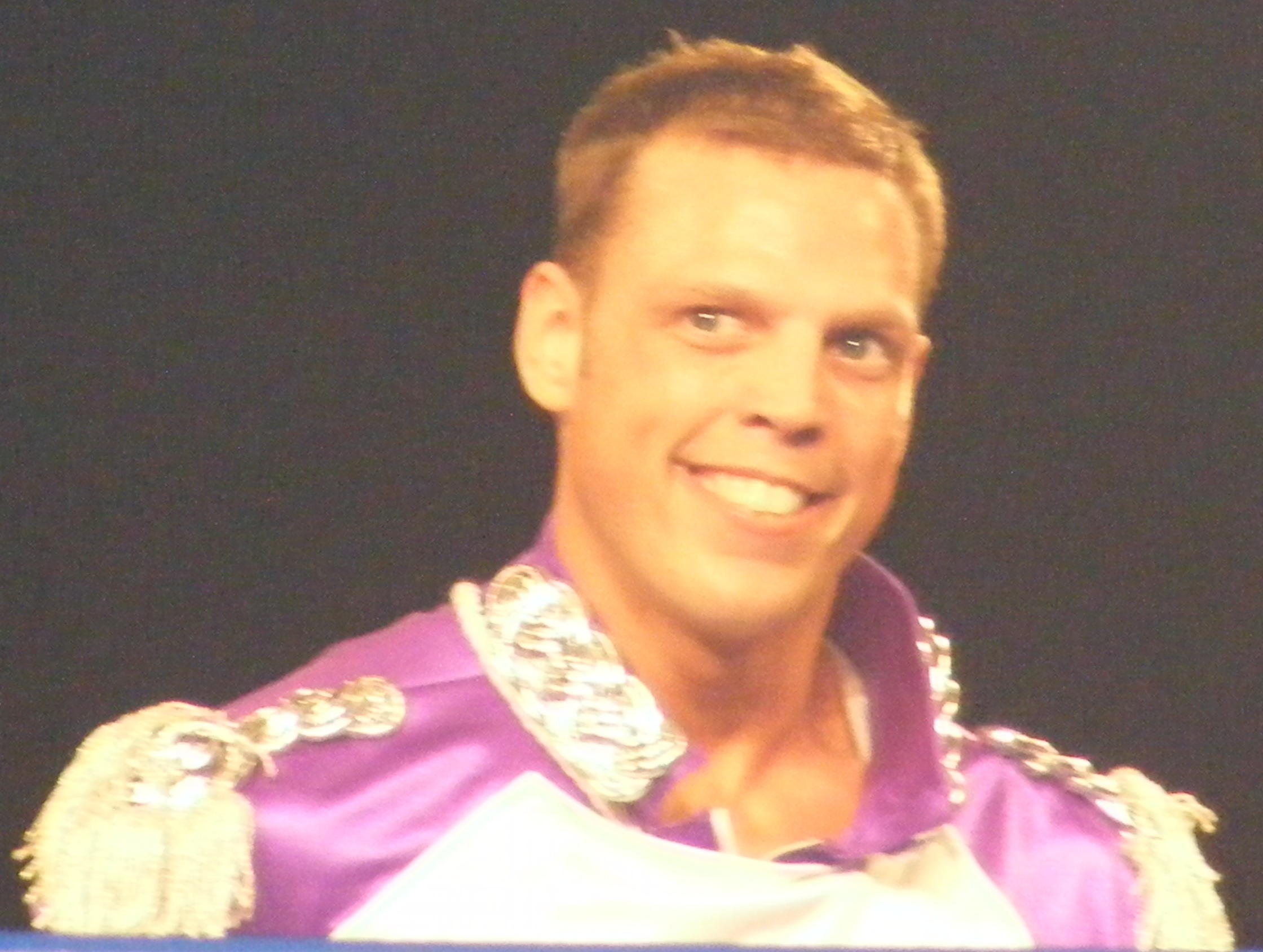
로버트 에번스

로버트 에번스(Robert Evans, 1983년 10월 19일 ~ )은 캐나다의 프로레슬링선수로 아치볼드 펙(Archibald Peck)이라는 링네임으로 잘 알려져 있다. 키는 190cm 몸무게는 90kg이다. 임팩트 레슬링과 계약한 상태이다.
에번스는 텍사스에서 여러 독립 프로모션을 위해 대부분의 경력을 보냈지만 2011년에는 미국 북동부에서도 일하기 시작하여 ROH(링 오브 아너)의 비 레슬링 매니저 R.D. 에번스와 마칭 밴드 리더로 데뷔했다. 에번스는 WWE에서 작가로 활동하기도 했다.